# Banho refrigerante

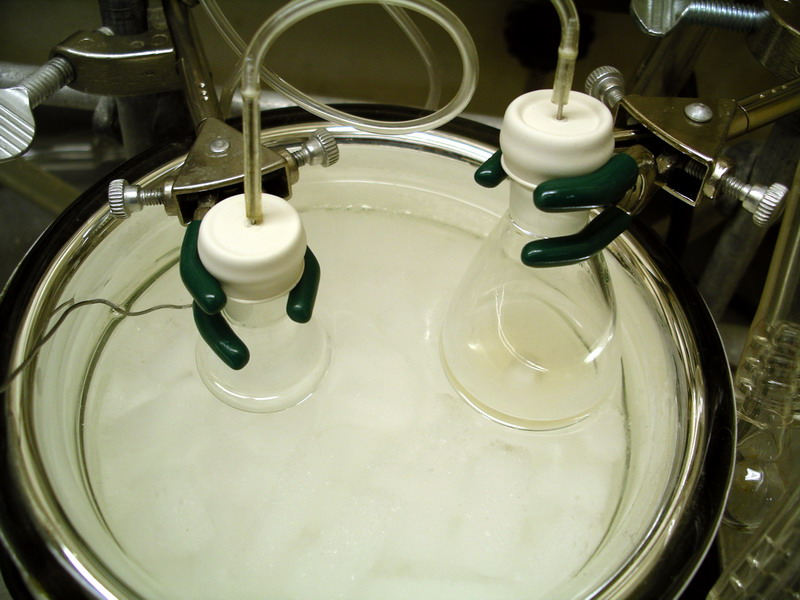
Uma montagem experimental típica para uma reação aldólica. Ambos os frascos estão submersos em um banho refrigerante de gelo seco/acetona (-78 °C), cuja temperatura é monitorada por um termopar (o cabo á esquerda).

Um banho refrigerante é uma mistura usada em laboratório quando se necessita temperaturas baixas, por exemplo para a realização de reações químicas a baixa temperatura (como quando se deseja o controle cinético da reação), quando se deseja recuperar os líquidos altamente voláteis de uma destilação, ou em armadilhas frias. Geralmente consiste de um sólido que se funde ou sublima à baixa temperatura, ou de um líquido que ferve à baixa temperatura, misturado com alguma outra substância que modula a temperatura do banho ou melhora a condução do calor.

## Tipos
| Mistura                | T (°C) |
| ---------------------- | ------ |
| CaCl2.6 H2O/gelo 1:2.5 | –10    |
| NaCl/gelo 1:3          | –20    |
| CaCl2.6 H2O/gelo 1:0.8 | –40    |
| Acetona/CO2            | –78    |
| Metanol/N2             | –98    |
| N2 líquido             | –196   |

O banho refrigerante mais simples e barato é a mistura gelo/água, que mantém uma temperatura de 0 °C. Para temperaturas menores, é comum usar três tipos de banhos refrigerantes:

### Gelo
Uma mistura de gelo e um sal inorgânico, como cloreto de sódio ou cloreto de cálcio podem proporcionar temperaturas próximas a -40 °C. A temperatura depende da quantidade e do tipo de sal utilizado, com base no efeito de abaixamento do ponto de fusão.

### Gelo seco
Uma mistura de gelo seco e um solvente orgânico pode prover temperaturas de até -78 °C.

### Nitrogênio líquido
O nitrogênio líquido, usado isoladamente, ou em mistura com um solvente orgânico, pode prover temperaturas até o ponto de ebulição do N2 puro, −196 °C. A temperatura depende do ponto de fusão do solvente orgânico.

## Vantagens e desvantagens
Vários fatores influenciam a escolha da composição de um banho de resfriamento. A primeira é a disponibilidade — o gelo seco e o nitrogênio são comparativamente baratos, mas, muitas vezes, o gelo seco pode ser armazenado com mais facilidade.
A toxicidade e a inflamabilidade da composição também são importantes. Por exemplo, muitos solventes usados com gelo seco são inflamáveis. Este problema é atenuado porque, na temperatura de trabalho, a pressão de vapor da maioria desses solventes não é perigosa. Em muitos casos, é preferido um solvente relativamente não tóxico, como acetona ou éter dietílico em vez de outro mais tóxico como o bromometano. Quando o banho de resfriamento não é mais necessário, os solventes residuais também precisam ser armazenados ou descartados para eliminação.
Em geral, considera-se que o nitrogênio líquido é o melhor refrigerante, pois não é tóxico, barato e não deixa resíduos. No entanto, tem a desvantagem de estar frio o suficiente para se condensar o oxigênio do ar. A co-condensação de solventes orgânicos e oxigênio é uma mistura potencialmente explosiva e deve ser evitada.